# Almojabana
Pour le beignet espagnol homonyme, voir Almojabana (plat espagnol).
L’almojábana est un type de beignet à base de fromage et de farine et fréquemment d'autres ingrédients. Le mot est issu de l'hispano-arabe mujábbana, « gâteau » ou « beignet de fromage », provenant lui-même de l'arabe jubn, « fromage ».

## Histoire
L'histoire de l’almojábana a été décrite en Espagne en 1525 par Rupert de Nola qui a écrit dans son livre de cuisine (en catalan) la recette (torta) de tranches de fromage frais. Il apparaît également dans un livre de recettes du XIIIe siècle.

## Caractéristiques
Traditionnellement, les almojábanas se préparaient en hiver, pendant la période de Carnaval et pour la Saint-Antoine (17 janvier). De nos jours, on les trouve tout au long de l'année. Dans la région d'Orihuela (en Espagne, près de Murcie), avec l'orthographe almojábena, c'est un beignet (farine, huile d'olive, sucre, œufs) frit et trempé dans un sirop de miel.
Les almojábanas ont gagné l'Amérique latine où elles peuvent prendre des formes diverses ; on peut ainsi en trouver à base de farine de maïs. En Espagne même, la quesada pasiega est considérée comme une évolution de l’almojábana, qui au lieu d'être frite est cuite au four.

## Variantes

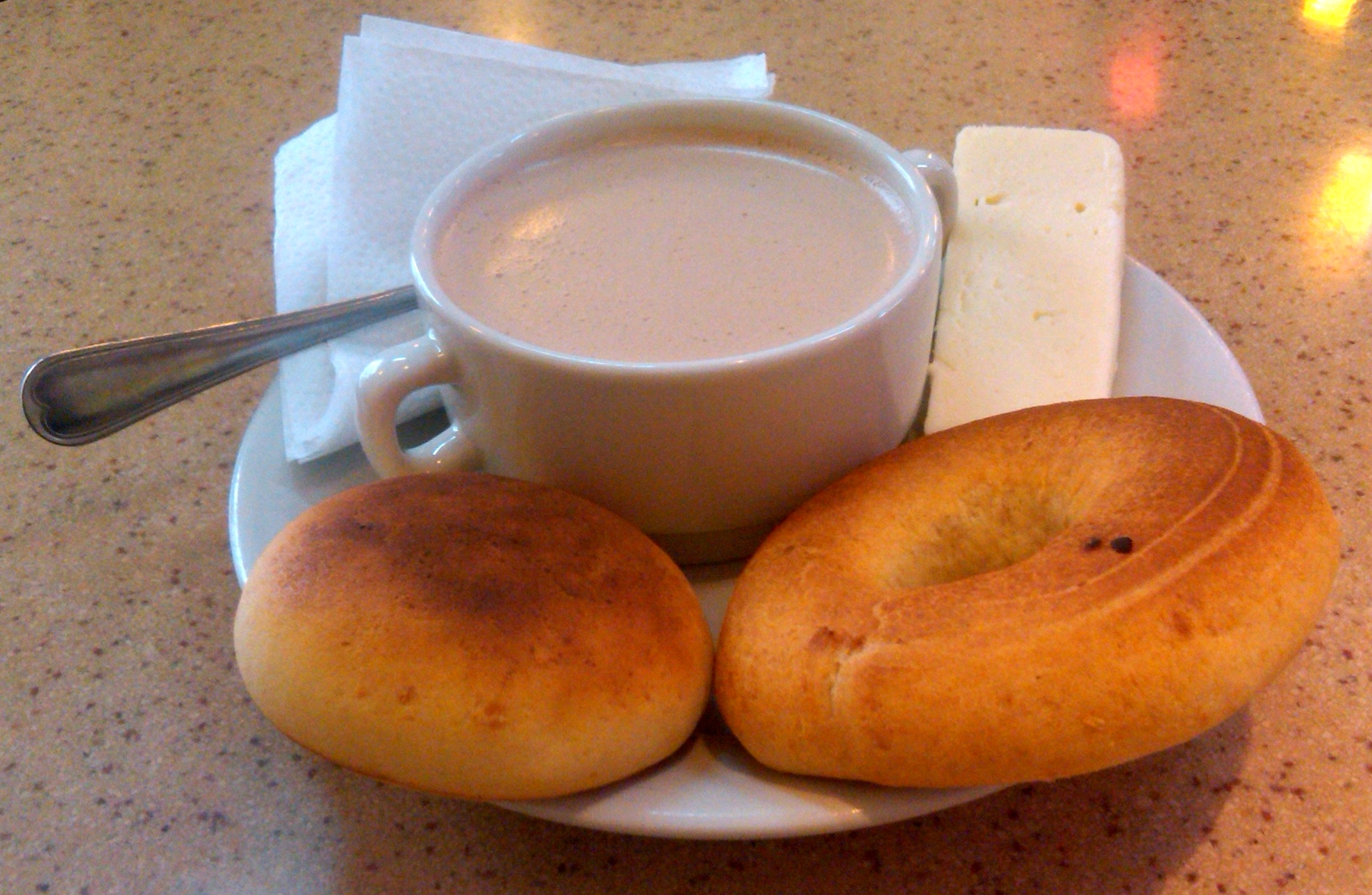
Petit déjeuner typique de la région de Bogota (Colombie), comportant un chocolat chaud, de la mozzarella et deux types de pain dont un almojabana et un pan de yuca.

### Panama
Ils sont faits de maïs ou de farine de maïs cuits et fraîchement moulus, auxquels on ajoute du fromage blanc (dans certains endroits, on utilise du fromage jaune) et qu'on pétrit. Ils sont formés en un cylindre en forme de S et frits dans de l'huile très chaude. Ils sont populaires dans la province de Chiriquí. Le festival international de l'almojabano avec fromage a lieu chaque année dans cette même province, dans le district de Dolega, au mois de janvier. Des milliers de personnes participent aux cinq jours d'activités du festival.

### Porto Rico
L’almojábana est une pâte frite faite de farine de riz, de fromage blanc (criollo), de parmesan, de lait et d'œuf. Ce mélange est utilisé pour faire une pâte que l'on fait frire en boule. Ce beignet est surtout fabriqué dans la région ouest de l'île où on le trouve en vente dans les échoppes, les cafétérias et les fêtes patronales. Cependant, ils sont le plus souvent fabriqués pendant la période de Noël, en tant qu'amuse-bouche lors de fêtes, bien que traditionnellement, ils étaient consommés au petit déjeuner, trempés dans du café. De même, dans les villages du centre-ouest, comme la municipalité de Lares, il est consommé quotidiennement au petit déjeuner par de nombreux habitants ; dans ce village, le Festival de l’almojábana a lieu chaque année en avril.